# San Pedro de Pillao (distrito)
San Pedro de Pillao é um distrito do Peru, departamento de Pasco, localizada na província de Daniel Alcides Carrión.

## Transporte
O distrito de San Pedro de Pillao é servido pela seguinte rodovia
- PE-18, que liga o distrito de Huacho (Região de Lima) à cidade de Ambo (Região de Huánuco)[2][3][4]